# Вольвич, Артём Александрович
Артём Александрович Вольвич (род. 22 января 1990, Нижневартовск) — российский волейболист, центральный блокирующий казанского «Зенита» и сборной России. Двукратный чемпион Европы (2013 и 2017), победитель Универсиады 2013 года и Лиги нации 2018 года, шестикратный обладатель Кубка России (2011, 2016, 2017, 2018, 2019, 2021), победитель клубного чемпионата мира 2017 года. Заслуженный мастер спорта России (2021).

## Достижения

### В составесборной России
- Победитель Чемпионата Европы (2013 и 2017)
- Серебряный призёр Всемирного Кубка чемпионов (2013)
- Победитель Универсиады (2013)
- Чемпион Лиги наций (2018)

### В клубной карьере

#### В составеЛокомотива (Новосибирск)
- Победитель Лиги чемпионов EKB 2012/13
- Обладатель Кубка России (2011)
- Серебряный призёр клубного чемпионата мира (2013)
- Серебряный призёр чемпионата России (2013/14)

#### В составеЗенита (Казань)
- Чемпион России (2016/17, 2017/18, 2022/23)
- Обладатель Кубка России (2016, 2017, 2018, 2019)
- Серебряный призёр чемпионата России (2019/20)
- Обладатель Суперкубка России (2016, 2017, 2018, 2020)
- Серебряный призёр клубного чемпионата мира (2016)
- Победитель клубного чемпионата мира (2017)
- Бронзовый призёр Клубного чемпионата мира (2019)
- Победитель Лиги чемпионов EKB (2016/17, 2017/18)
- Серебряный призёр Лиги чемпионов EKB (2018/19)

### Индивидуальные
- Лучший блокирующий Кубка России (2011, 2016)
- Лучший блокирующий Олимпийских игр (2016)
- Лучший блокирующий Лиги чемпионов EKB (2016/17)
- Лучший блокирующий Клубного чемпионата мира (2016)
- Лучший блокирующий Клубного чемпионата мира (2019)

## Награды
- Почётная грамота Президента Российской Федерации (19 июля 2013 года) — за высокие спортивные достижения на XXVII Всемирной летней универсиаде 2013 года в городе Казани[2].
- Медаль ордена «За заслуги перед Отечеством» I степени (11 августа 2021 года) — за большой вклад в развитие отечественного спорта, высокие спортивные достижения, волю к победе, стойкость и целеустремленность, проявленные на Играх XXXII Олимпиады 2020 года в городе Токио (Япония)[3].